# Râul Lungoț
Râul Lungăț este un curs de apă, afluent al râului Cungrea. 